# ハロプラ
ハロプラ は、BANDAI SPIRITSが製造・販売するプラモデルシリーズ。機動戦士ガンダムをはじめとするガンダムシリーズに登場するマスコットロボット「ハロ」をプラモデル化したもの。
組み立てに道具不要なタッチゲート方式、接着剤不要なスナップフィット方式を採用しており、対象年齢は8歳以上となっている。
シリーズ共通して以下の特徴を持つ。
- 耳の開閉
- パーツ組み換えによる手足収納の再現
- 付属台座による他のハロプラやプチッガイとの連結

## 商品一覧
商品名はバンダイホビーサイトの表記に準ずる。

### 一般販売
| 商品名                               | 発売時期   | 作品名                          | 備考 |
| ------------------------------------ | ---------- | ------------------------------- | ---- |
| ハロプラ ハロ ベーシックグリーン     | 2018年4月  | ガンダムビルドダイバーズ        |      |
| ハロプラ ハロ ディーヴァレッド       | 2018年4月  | ガンダムビルドダイバーズ        |      |
| ハロプラ ハロ シューティングオレンジ | 2018年4月  | ガンダムビルドダイバーズ        |      |
| ハロプラ モモハロ                    | 2018年5月  | ガンダムビルドダイバーズ        |      |
| ハロプラ ハロ コントロールブルー     | 2018年6月  | ガンダムビルドダイバーズ        |      |
| ハロプラ ハロ ハッピーイエロー       | 2018年7月  | ガンダムビルドダイバーズ        |      |
| ハロプラ ボールハロ                  | 2018年10月 | ガンダムビルドダイバーズ        |      |
| ハロプラ モビルハロ                  | 2019年1月  | ガンダムビルドダイバーズ        |      |
| ハロプラ ハロ エターナルピンク       | 2019年5月  | ガンダムビルドダイバーズ        |      |
| ハロプラ 黒い三連ハロ                | 2019年8月  | ガンダムビルドダイバーズ        |      |
| ハロプラ ザクレロハロ                | 2019年12月 | ガンダムビルドダイバーズRe:RISE |      |
| ハロプラ ハロ ベーシックグリーン     | 2020年2月  | 機動戦士ガンダム                |      |
| ハロプラ ハロローダー                | 2020年4月  | ガンダムビルドダイバーズRe:RISE |      |
| ハロプラ ハロフィッター              | 2020年8月  | ガンダムビルドダイバーズRe:RISE |      |
| ハロプラ SD 三国創傑伝 ハロ          | 2021年3月  | SDガンダムワールド 三国創傑伝   |      |

### 一般販売(特別仕様)
- ハローキティ×ハロ（アニバーサリーモデル）（2020年2月）[j 16]
- ハロプラ ハロ(東京2020パラリンピックエンブレム)（2020年6月）[j 17]
- ハロプラ ハロ(東京2020オリンピックエンブレム)（2020年6月）[j 18]

### イベント限定販売
| 商品名                                             | 発売時期   | 作品名                   | 備考 |
| -------------------------------------------------- | ---------- | ------------------------ | ---- |
| ハロプラ ハロ ベーシックグリーン[クリアカラー]     | 2018年7月  | ガンダムビルドダイバーズ |      |
| ハロプラ ハロ シューティングオレンジ[クリアカラー] | 2018年9月  | ガンダムビルドダイバーズ |      |
| ハロプラ モモハロ[クリアカラー]                    | 2018年11月 | ガンダムビルドダイバーズ |      |
| ハロプラ 黒い三連ハロ[クリアカラー]                | 2020年6月  | ガンダムビルドダイバーズ |      |

### ガンダムベース限定販売
- ハロプラ ガンダムベース限定 ハロ [ガンダムベースカラー]（2018年7月）[j 23]
- ハロプラ ガンダムベース限定 ハロ[ペインティングモデル] クリア＆ホワイト（2019年4月）[j 24]
- ハロプラ ガンダムベース限定 モビルハロ[ガンダムベースカラー]（2020年8月）[j 25]

### GUNDAM FACTORY YOKOHAMA限定販売
| 商品名                                         | 発売時期   | 備考 |
| ---------------------------------------------- | ---------- | ---- |
| ハロプラ ハロ［GUNDAM FACTORY YOKOHAMAカラー］ | 2020年12月 |      |
| ハロプラ ハロ［スカイブルー］                  | 2020年12月 |      |
| ハロプラ ハロ [ガンダムカラー]                 | 2021年3月  |      |
| ハロプラ ハロ [フラワーピンク]                 | 2021年4月  |      |
| ハロプラ ハロ [ガーデングリーン]               | 2021年5月  |      |
| ハロプラ ハロ [グレイスパープル]               | 2021年7月  |      |
| ハロプラ ハロ [マロンブラウン]                 | 2021年10月 |      |
| ハロプラ ハロ [クリームホワイト]               | 2021年11月 |      |

### GUNDAM SIDE-F限定販売
- ハロプラ GUNDAM SIDE-F限定 ハロ [GUNDAM SIDE-Fカラー]（2022年4月）[j 34]

### その他
- ハロプラ コブタハロ（2019年）
  - 海外限定販売
- ハロ ベースボールモデル（2019年4月）
  - プロ野球とのコラボレーションモデルで、抽選配布[1]のほか、各球団オンラインストア[2]や球場で配布[3]された
- ハロプラ ハロ JリーグVer.（2020年2月）
  - Jリーグとのコラボレーションモデルで、Jリーグオンラインストア、FUJI XEROX SUPER CUP2020会場（埼玉スタジアム）で販売された。[4]
- ハロプラ ハロ ソリッドクリア（2020年9月）
  - 一番くじ 機動戦士ガンダム ガンプラ40周年 G賞[j 35]